# Iglesia del Asilo del Salvador
La Iglesia del Asilo del Salvador es un templo católico ubicado en El Almendral, plan de la ciudad de Valparaíso, Chile. La iglesia fue declarada Monumento Nacional de Chile, en la categoría de Monumento Histórico, mediante el Decreto Exento n.º 355, del 20 de mayo de 2003.

## Historia
La fundación Asilo del Salvador fue creada en la segunda mitad del siglo XIX para ayudar a la gran cantidad de niños indigentes que había en la ciudad debido a las migraciones desde el campo. La Sociedad de Beneficencia de Señoras de Valparaíso y Juana Ross Edwards financiaron la construcción de la iglesia, ubicada al final de la Avenida Argentina.
Fue inaugurada el 25 de marzo de 1885, y el año 1961 fue adquirida por la Congregación de las Religiosas de Santa Marta, en conjunto con el adjunto Liceo Juana Ross de Edwards.

## Descripción
El templo es de estilo neoclásico, y tiene una estructura de ladrillos con refuerzos metálicos. Presenta pisos de mármol, columnas de madera de oregón, un vía crucis con figuras de yeso y un órgano.